# Негочани
Негочани (грч. Νίκη, Ники) је насеље у Грчкој у општини Лерин, периферија Западна Македонија. Према попису из 2021. било је 209 становника.
Македонски историчар Тодор Симовски, 1998. године наводи да су Негочани словенско насеље.

## Становништво
| Година       | 1951 | 1961 | 1971 | 1981 | 1991 | 2001 | 2011 |
| ------------ | ---- | ---- | ---- | ---- | ---- | ---- | ---- |
| Становништво | 803  | 696  | 508  | 503  | 425  | 489  | 273  |